# Wilhelm Simetsreiter
Wilhelm Simetsreiter (* 16. März 1915 in München; † 17. Juli 2001 ebenda), auch Schimmy genannt, war ein deutscher Fußballspieler.

## Karriere

### Vereine
Im Münchener Stadtteil Schwabing aufgewachsen, schloss sich Simetsreiter als Jugendlicher dem FC Bayern München an und erlebte auch die erste Deutsche Meisterschaft 1932.
Von 1934 bis 1947 spielte er für die 1. Mannschaft des FC Bayern München und galt seinerzeit als der schnellste Spieler auf der Linksaußenposition in der Geschichte des Vereins. In der Gauliga war er der erfolgreichste Torschütze der Münchener. Das Finale um den Reichsbundpokal 1939 verlor er mit der Gauauswahl Bayern mit 1:2 Toren gegen die Gauauswahl Schlesien so wie auch das Finale zwei Jahre später bei der 0:2-Niederlage gegen die Gauauswahl Sachsen.
Während des Zweiten Weltkrieges war er Soldat der Wehrmacht. Danach betrieb er mit Herbert Moll und Jakob Streitle den Aufbau einer neuen Mannschaft. In der Oberliga Süd, die 1945 als erste Oberliga in Deutschland gegründet wurde, bestritt er 30 Punktspiele und erzielte sieben Tore. In der Folgesaison, seiner letzten für den FC Bayern München, war er mit sechs Toren in 15 Punktspielen erfolgreich.

### Nationalmannschaft
Für die A-Nationalmannschaft erzielte er in seinen acht Länderspieleinsätzen acht Tore. Sein Debüt gab er am 25. August 1935 in Erfurt beim 4:2-Sieg über die Auswahl Rumäniens und erzielte dabei das Tor zum 3:2 in der 78. Minute. In seinem zweiten A-Länderspiel am 15. September 1935 in Stettin erzielte er beim 5:0-Sieg über die Auswahl Estlands erstmals zwei Tore in einem Spiel. Im olympischen Fußballturnier in Berlin erzielte er im Achtelfinalspiel am 4. August 1936 beim 9:0-Sieg über die Vertretung aus Luxemburg drei Tore – seine einzigen in diesem Turnier. Damit gehörte der 21-Jährige lange Zeit zu den jüngsten A-Nationalspielern, denen drei Treffer in einem Spiel gelangen. Sein letztes A-Länderspiel bestritt er am 29. August 1937 in Königsberg beim 4:1-Sieg über die Auswahl Estlands im Rahmen der Qualifikation zur Weltmeisterschaft 1938.

## Sonstiges
Auch nach seiner Zeit als aktiver Spieler engagierte sich Simetsreiter für die Bayern, war unter anderem Ehrenmitglied des Vereinsbeirates. Im Alter von 86 Jahren verstarb er am 17. Juli 2001 in seiner Heimatstadt München.